# 1995 na arte

## Eventos
- Criação da Fundação Iberê Camargo em Porto Alegre, Brasil.

## Nascimentos
| Data            | Nome         | Profissão                               | Nacionalidade | Observações | Ref |
| --------------- | ------------ | --------------------------------------- | ------------- | ----------- | --- |
| 12 de fevereiro | Daniela Aedo | Atriz, cantora, compositora e musicista | México        | n. 1995     |     |
| 23 de junho     | Danna Paola  | Atriz, cantora, compositora e modelo    | México        | n. 1995     |     |

## Mortes
| Data           | Nome                       | Profissão                                              | Nacionalidade   | Observações | Ref |
| -------------- | -------------------------- | ------------------------------------------------------ | --------------- | ----------- | --- |
| 16 de março    | Manuel Vítor Filho         | pintor, desenhista, ilustrador, cartunista e professor | Brasil          | n. 1927     |     |
| 11 de abril    | Menez (Maria Inês Fonseca) | pintora                                                | Portugal        | n. 1926     |     |
| 18 de maio     | Alexander Godunov          | bailarino e ator                                       | União Soviética | n. 1949     |     |
| 24 de julho    | George Rodger              | fotógrafo                                              | Reino Unido     | n. 1908     |     |
| 3 de agosto    | Marcelo Gastaldi           | ator, humorista e dublador                             | Brasil          | n. 1944     |     |
| 20 de agosto   | Hugo Pratt                 | autor de banda desenhada                               | Itália          | n. 1927     |     |
| 24 de agosto   | Alfred Eisenstaedt         | fotógrafo                                              | Estados Unidos  | n. 1898     |     |
| ??             | Amadeo Luciano Lorenzato   | pintor e escultor                                      | Brasil          | n. 1900     |     |
| 28 de novembro | Roberto Sambonet           | designer, arquiteto e pintor                           | Itália          | n. 1924     |     |
| 18 de dezembro | Walter Lewy                | gravador, ilustrador, paisagista, pintor e desenhista  | Alemanha        | n. 1905     |     |

## Prémios
- Prémio Príncipe das Astúrias das Artes - Fernando Fernán-Gómez[1]
- Prémio Pritzker - Tadao Ando[2]